# Steven Robertson
Steven Robertson (* 1. Januar 1980 in Vidlin, Schottland) ist ein schottischer Schauspieler.

## Leben
Steven Robertson wurde in Vidlin geboren und wuchs in Shetland auf. Er nahm Theaterkurse am Adam Smith College und war dort während der 1990er Jahre „Student des Jahres“. Außerdem studierte er klassisches Theater an der Guildhall School of Music and Drama in London.
Bekannt wurde Robertson 2004 durch den irischen Film Inside I’m Dancing. Von Kritikern wurde er für die Darstellung des Michael Connolly gelobt. Kurze Zeit später war er neben Orlando Bloom in dem Film Königreich der Himmel zu sehen. Es folgten mehrere Auftritte in verschiedenen Filmen und Fernsehserien. Weitere Bekanntheit erlangte er durch seine Rollen in den Fernsehserien Luther und Being Human. In Luther verkörperte er die bösen Zwillinge Robert und Nicholas Millberry. In Being Human stellte er ab der fünften Staffel die Hauptfigur Dominic Rook dar.
Für die Verkörperung des Constable Sandy Wilson in der populären schottischen Krimi-Fernsehserie Mord auf Shetland (seit 2013) drehte Robertson erstmals wieder in seiner Heimatgegend.
Steven Robertson lebt mit Ehefrau und Nachwuchs im ostenglischen Hertfordshire.

## Filmografie
- 1992: Chess (Video)
- 2004: The Race (Kurzfilm)
- 2004: Inside I’m Dancing
- 2005: Königreich der Himmel (Kingdom of Heaven)
- 2005: Merry Christmas
- 2005: E=mc² – Einsteins große Idee (Fernsehfilm)
- 2005: Nova (Fernsehserie)
- 2006: True North
- 2007: Straightheads
- 2007: Sugarhouse
- 2007: Elizabeth – Das goldene Königreich (Elizabeth: The Golden Age)
- 2008: He Kills Coppers (Fernsehfilm)
- 2008: Tess of the D’Urbervilles (Fernsehserie, 4 Episoden)
- 2009: A Gentle Creature (Kurzfilm)
- 2009: Hustle – Unehrlich währt am längsten (Hustle, Fernsehserie)
- 2009: Murderland (Fernsehserie)
- 2009: The Boys Are Back – Zurück ins Leben (The Boys Are Back)
- 2009: Shameless (Fernsehserie)
- 2009: Red Riding: In the Year of Our Lord 1974
- 2009: Red Riding: In the Year of Our Lord 1983
- 2010: Neds
- 2010: Brighton Rock
- 2010: Ashes to Ashes – Zurück in die 80er (Fernsehserie)
- 2010: The Tourist
- 2011: 5 Days of War
- 2011: Luther (Fernsehserie)
- 2012: Scrubber (Kurzfilm)
- 2012: The Bletchley Circle (Fernsehserie)
- 2012: Parade’s End – Der letzte Gentleman (Parade’s End)
- 2012: The Comedian
- 2012: Ripper Street (Fernsehserie)
- 2012: The Somnambulists
- 2012–2013: Being Human (Fernsehserie)
- ab 2013: Mord auf Shetland (Shetland, Fernsehserie)
- 2013: New Tricks – Die Krimispezialisten (New Tricks, Fernsehserie, 1 Episode)
- 2014: Utopia (Fernsehserie)
- 2014: In The Flesh (Fernsehserie)
- 2015: Doctor Who (Fernsehserie, 2 Episoden)
- 2017: T2 Trainspotting
- 2017–2018: Harlots – Haus der Huren
- 2018: Der Honiggarten – Das Geheimnis der Bienen (Tell It to the Bees)
- 2018: Vera – Ein ganz spezieller Fall (Vera, Fernsehserie, 1 Folge)
- 2020: The Bay (Fernsehserie, 3 Episoden)